# 양훈 (희극인)
양훈(楊薰, 1923년 4월 26일 ~ 1998년 10월 11일)은 대한민국의 희극 배우이다.
홀쭉한 몸매의 양석천과 콤비를 이뤄 '홀쭉이와 뚱뚱이'란 이름으로 활동한 것이 유명하다. 홀쭉한 몸매였던 양석천과 극장쇼, 영화, 코미디 프로그램등에 출연하며 인기를 끌었고 노년에는 영화등에 출연하며 이름을 날렸으나 1994년 초 가짜 만병통치약 사건으로 약식기소 되었으며 이후 건강이 나빠져 1998년 동맥경화로 사망했다. 향년 76세.